# Incidente del General Sherman
El incidente del General Sherman (en inglés: General Sherman incident) (en coreano: 제너럴셔먼호 사건) fue un altercado ocurrido en 1866 en Pionyang (Corea), que culminó con la muerte de toda la tripulación y la destrucción del vapor de ruedas mercante estadounidense General Sherman, cuyo objetivo era abrir una ruta comercial con Corea para la compañía británica Meadows and Co. Este incidente sería el catalizador del final del aislacionismo coreano.

## Antecedentes
A mediados del siglo XIX las grandes potencias ansiaban abrir nuevas rutas comerciales con China y todo el sureste asiático. Japón ya había puesto fin a su aislacionismo tras la expedición del comodoro Matthew C. Perry, en julio de 1853, que iniciaría el período denominado Bakumatsu y durante el cual firmó el Tratado de Kanagawa (1854), que abrió varios puertos japoneses al comercio con los Estados Unidos. Con anterioridad a estos sucesos el diplomático estadounidense Edmund Roberts, inició en 1832 conversaciones para incorporar a Corea a las rutas internacionales de comercio y en 1844 el Congreso de los Estados Unidos redactó un borrador en ese sentido, pero no llegaría ponerse en práctica.
Los primeros contactos entre los Estados Unidos y Corea fueron pacíficos. El primero de ellos ocurrió en 1853 cuando el cañonero South America  hizo una escala de diez días en Busan, de camino a su destino en Japón. Asimismo, varios marineros estadounidenses que habían naufragado en aguas coreanas en los años 1855, 1865 y 1866 fueron tratados con corrección y enviados a China para su repatriación. Sin embargo la dinastía Joseon, consciente de la expulsión de las clases dominantes tradicionales chinas como consecuencia de la Primera y segunda guerra del Opio, mantenía una estricta política de aislamiento que prohibía cualquier contacto comercial de Corea con el exterior. 
En 1864 falleció en Corea su emperador, Cheoljong, siendo elegido Gojong (que por entonces tenía solo 12 años) como su sucesor. Su padre, Heungseon Daewongun, fue designado regente en tanto no alcanzase la mayoría de edad y su regencia se caracterizó por exacerbar todavía más el aislacionismo coreano y rechazar la firma de cualquier tratado, el comercio, los occidentales, los japoneses y los católicos.

## Los preparativos
Decidida a lograr la apertura de Corea para el comercio exterior, la compañía Meadows contrató los servicios del buque Princess Royal y colocó a su mando al capitán Page, de nacionalidad estadounidense al igual que el primer oficial Wilson. Aunque la iniciativa de la empresa era británica y solo dos de los tripulantes fuesen estadounidenses, el buque fue rebautizado como General Sherman (en honor de William Tecumseh Sherman) poco antes de partir del puerto chino de Tientsin (la actual Tianjin), y navegó bajo bandera estadounidense. El resto de la tripulación la integraban 13 marineros chinos, 3 malayos; el dueño del buque, W. B. Preston y Robert Jermain Thomas, un misionero protestante que realizaba a bordo funciones de navegante e intérprete.
Zarparon de Chefoo (la actual Yantai) el 9 de agosto y llegaron a la costa oeste coreana el 16 de agosto. El General Sherman, asistido por varios juncos chinos, se internó en el río Taedong para alcanzar Pyongyang, deteniéndose en la puerta de Keupsa, justo en el límite fronterizo entre las provincias de Pyongan y Hwanghae. Yu Wautai, capitán de uno de los juncos, ya había acompañado al reverendo Thomas en anteriores viajes a la provincia de Hwanghae y tenía veinte años de experiencia comerciando con los coreanos.
Las autoridades locales coreanas se reunieron con el capitán Page y aunque rechazaron todas sus propuestas comerciales, sí aceptaron proporcionar alimentos y provisiones al buque, a la vez que conminaban a su capitán a permanecer en la puerta de Keupsa y no continuar navegando hacia Pionyang. Sin embargo el General Sherman izó anclas y prosiguió río arriba. La pleamar y las fuertes lluvias del mes anterior habían hecho que la profundidad del Taedong fuese inusualmente alta, permitiendo al vapor internarse en Pyongyang.
Park Gyu-su (el gobernador de Pyongyang) envió una partida con provisiones para el buque liderada por el oficial del aparato administrativo de la ciudad, Yi Hyon-Ik, quien advirtió al capitán Page que habiendo incumplido las órdenes dadas de permanecer frente a la puerta Keupsa, deberían mantener su posición y abstenerse de continuar aproximándose a Pionyang en tanto el rey Gojong no emitiese una respuesta expresa ante dicho incumplimiento.

## El incidente
Existe controversia sobre lo que pasó después. Aparentemente, la tripulación del barco capturó a Yi Hyon-Ik y a dos de sus ayudantes mientras estos intentaban a su vez apresar una lancha del General Sherman que intentaba alcanzar la orilla. Según el informe del gobernador Park, se intentó persuadir a la tripulación del General Sherman para que liberasen a Yi Hyon-ik y a sus hombres. En cambio, el buque estadounidense comenzó a navegar río arriba, disparando sus cañones hacia la multitud que se agolpaba en las orillas y finalmente ancló en Hwang-gang-jung. Cinco tripulantes del General Sherman lanzaron una barca y navegaron hacia el norte de Pyongyang para determinar la profundidad del río. Los ciudadanos, concentrados en la rivera del río, clamaban por la liberación de Yi Hyon-ik y uno de los hombres de la barca (probablemente Robert J. Thomas, ya que era el único que hablaba coreano) respondió que lo liberarían si les permitían la entrada a la ciudad de Pyongyang. La multitud comenzó a lanzar piedras a la barca mientras los soldados coreanos disparaban sus armas y lanzaban flechas incendiarias, lo que obligó a la pequeña barca a retornar a su buque nodriza. Los coreanos enviaron un equipo de rescate que logró liberar a Yi, pero no a sus auxiliares, que habían sido asesinados. El barco finalmente viró y comenzó a descender el curso del río hasta encallar en la isla de Yang-Gak. 
Embarrancado e incapaz de liberarse por sus propios medios, el General Sherman fue hostigado ininterrumpidamente durante cuatro días por los panokseon coreanos y por miles de flechas incendiarias lanzadas desde tierra. Los ataques continuos y combinados terminaron por incendiar el buque, que fue abandonado por su mermada tripulación. Según el registro histórico oficial coreano, «Kojong-silrok» (Vol.3), solo hubo dos supervivientes del ataque inicial, Robert Thomas y Cho Neung-bong. Sin embargo, ambos fueron apresados y apaleados hasta morir.
En enero de 1867 el USS Wachusett (al mando del capitán Robert W. Schufeldt) intentó investigar el destino corrido por el General Sherman, pero el mal tiempo obligó a suspender la misión. En la primavera de 1868 el USS Shenandoah alcanzó la desembocadura del río Taedong y recibió una carta oficial que informaba de la muerte de todos los tripulantes del General Sherman.
La consternación que este incidente produjo en los Estados Unidos fue una de las causas de la Expedición de Estados Unidos a Corea que emprendió la Armada estadounidense en 1871, la cual concluyó con la muerte de 300 coreanos y 3 marinos de los Estados Unidos. Cinco años más tarde Corea se vio forzada a firmar un tratado comercial con Japón y finalmente, en 1882, firmó un tratado con los Estados Unidos prometiendo atenerse a las normas internacionales con respecto al tratamiento de prisioneros. Estos tratados acabaron con varios siglos de aislacionismo.

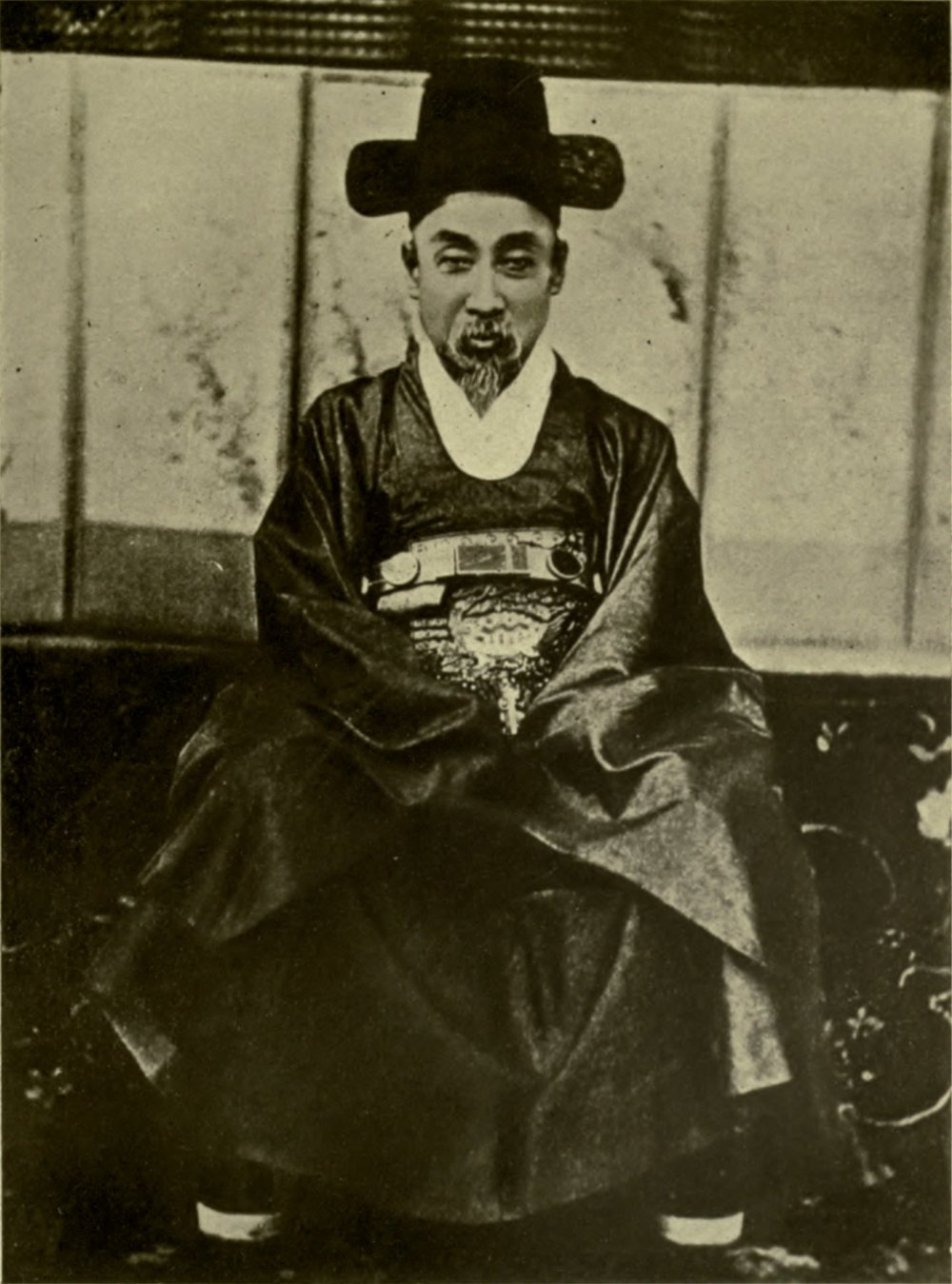
Heungseon Daewongun.

## Dudas sobre la finalidad real de la misión
Algunos coreanos creen que el propósito real de la expedición del General Sherman era buscar los tesoros enterrados en las tumbas de los emperadores cerca de Pyongyang. Esta hipótesis se basa en las afirmaciones de un doble agente coreano que aseguró que el intérprete del General Sherman, Robert Jermain Thomas, le preguntó acerca de la ubicación aproximada de una «pagoda blanca» que normalmente se asocia con tumbas de la clase dirigente. Asimismo en China se rumoreaba que las tumbas imperiales de Pionyang, donde estaban enterrados los miembros de más de una dinastía de Corea, eran de oro macizo y era opinión generalizada entre los occidentales afincados en China que la expedición del General Sherman tenía mucho que ver con la recuperación de esos tesoros.
Los coreanos también creían que el uso de un buque mercante armado y semiblindado era sospechoso para lo que parecía ser una simple misión comercial. Incluso entre los occidentales residentes en China levantó suspicacias la instalación de armamento pesado en el General Sherman, cuando tan solo dos meses antes de la partida del buque estadounidense, otro barco mercante armado capitaneado por el alemán Ernst Opper, había realizado esa ruta con las mismas demandas comerciales. Igualmente dichas demandas fueron rechazadas, pero tanto el barco como sus tripulantes fueron tratados cordialmente y regresaron a China sin sufrir ningún contratiempo. A mayor abundamiento, la tripulación del navío estadounidense Surprise, que había naufragado en Chulsan el 24 de junio de 1866, fue repatriada indemne a China por órdenes del gobernador Park, el mismo oficial al mando durante el incidente del General Sherman.
A finales de la década de 1960, los historiadores del régimen de Corea del Norte comenzaron a divulgar la teoría de que el ataque al General Sherman fue planeado, orquestado y dirigido por un antepasado directo del presidente norcoreano Kim Il-sung, su bisabuelo Kim Ung-U que se habría desempeñado como guardián de un mausoleo familiar. Tal hipótesis no tiene ningún sustento documental, pero continúa repitiéndose en publicaciones norcoreanas e incluso en 2006 la República Popular Democrática de Corea emitió un sello postal conmemorando el hundimiento del mercante.